# Eros melanurus
Eros melanurus is een keversoort uit de familie netschildkevers (Lycidae). De wetenschappelijke naam van de soort werd in 1843 gepubliceerd door Charles Émile Blanchard.